# Hirsch Smolar

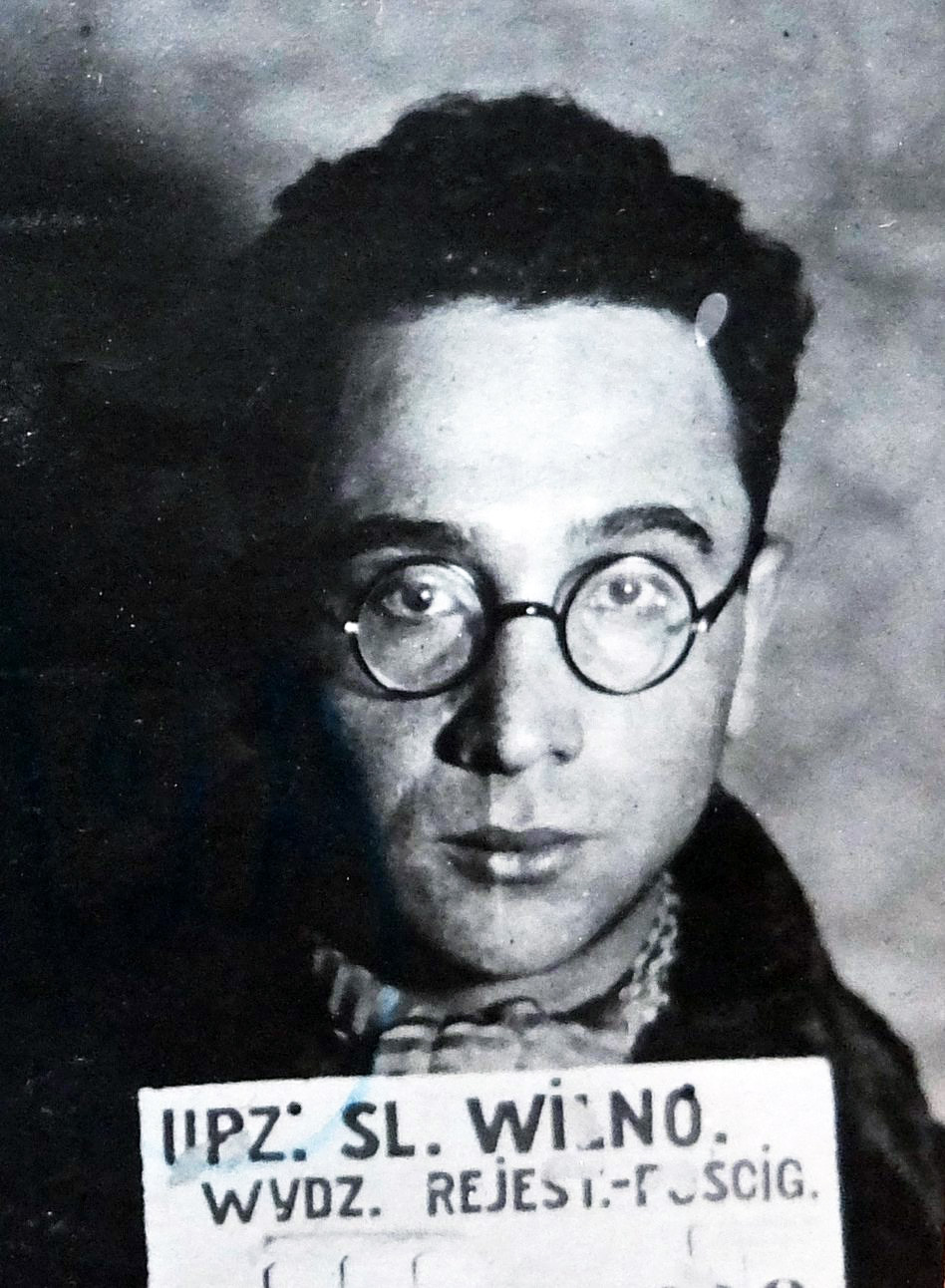
Offizielles Foto der polnischen Polizei nach der Verhaftung 1928

Hirsch Smolar (jiddisch הערש סמאָליאַר, polnisch Grzegorz Smolar, russisch Херш Смоляр / Transkription: Chersch Smoljar; wiss. Transliteration Cherš Smoljar, in englischer Schreibung oft Hersh Smolar; geboren 15. April 1905 in Zambrów, Polen, Russisches Kaiserreich; gestorben 16. März 1993 in Tel-Aviv, Israel) war ein jiddischer Schriftsteller und Journalist, kommunistischer Anführer in Polen (zunächst illegal, wofür er mehrere Jahre im Gefängnis saß) und in Sowjetrussland, sowie sozialer Aktivist der jüdischen Gemeinde in Polen.

## Leben und Wirken
Hirsch Smolar wurde 1905 in Zambrów, Polen, geboren. Er war bereits in jungen Jahren in der kommunistischen Partei aktiv und lebte von 1920 bis 1928 in der Sowjetunion. Er studierte in Moskau an der Jüdischen Abteilung der Kommunistischen Universität der nationalen Minderheiten des Westens (KUNMS) und schrieb für jiddische Jugendpublikationen. 1928 wurde er als Komintern-Agent nach Polen geschickt. Für diese Aktivitäten verhaftet, verbrachte er vier Jahre im Gefängnis.
Nach der Annexion polnischer Ostgebiete durch die Sowjetunion im Jahr 1939 arbeitete er bis zum Juli 1941 in der Białystoker Zweigstelle des Schriftstellerverbandes der Weißrussischen SSR und war Redakteur der sowjetischen jüdischen Zeitung Bialystoker Stern. Nach der deutschen Besetzung der Region im Jahr 1941 organisierte er den Widerstand im Ghetto Minsk, bevor er floh und eine Partisanenabteilung kommandierte. Smolar veröffentlichte nach dem Krieg seine Erinnerungen an den Widerstandskampf im Minsker Ghetto. Im von Ilja Ehrenburg herausgegebenen Schwarzbuch ist von Smolar ein Beitrag über den Holocaust in der Stadt Minsk („Das illegale Kampfzentrum im Minsker Ghetto“) enthalten.
Smolar kehrte 1946 nach Polen zurück, wo er die Abteilung Jüdische Kultur beim Zentralkomitee der Polnischen Vereinigten Arbeiterpartei (PZPR) leitete und an der jiddischsprachigen Zeitung Folks-Sztyme (Volksstimme), dem jiddischsprachigen Organ der Kommunistischen Partei, mitwirkte.
Von 1950 bis 1962 war Smolar der Vorsitzende der 1950 gegründeten Sozial-Kulturellen Gesellschaft der Juden in Polen (poln.: Towarzystwo Społeczno-Kulturalne Żydów w Polsce, TSKŻ).
Sein von vielen Zeitschriften weltweit nachgedruckter oder zitierter Leitartikel Undzer veytik un undzer treyst (Unser Schmerz und unser Trost) aus der Folks-Sztyme vom 4. April 1956 wurde David Sfard und Gennady Estraikh zufolge die erste halboffizielle Informationsquelle über die Liquidation der sowjetisch-jüdischen Kulturinstitutionen und ihrer führenden Persönlichkeiten in den Jahren 1948/52.

“His Folks-shtime editorial (Apr. 4, 1956), reprinted or cited by many periodicals all over the world, became the first semi-official source of information about the liquidation, in 1948–52, of Soviet Yiddish cultural institutions and their leading personalities.”

1968 wurde Smolar aus allen Ämtern entlassen (siehe auch März-Unruhen). Er ging 1970 nach Paris und emigrierte 1971 nach Israel, wo er auch auf wissenschaftlichem Gebiet tätig war. Er ist auf dem Friedhof des Kibbuz Schefajim (Zentralbezirk) begraben.

## Familie
Hersch Smolar war mit Walentyna Najdus (1909–2004) verheiratet. Sie hatten zwei Söhne: Aleksander (geb. 1940) und Eugeniusz (geb. 1945). Seine Enkelin ist Anna Smolar (geb. 1980), eine Theaterdirektorin in Frankreich.

## Publikationen
- Fun Minsker geto (Vom Minsker Ghetto). Moskve [Moskau]: Melukhe-farlag Der Emes, 1946 (jiddisch)
  - Übersetzungen:
  - (russisch) Mstiteli Getto Мстители гетто (Die Rächer des Ghettos), Moskau 1947.
  - (englisch) The Minsk Ghetto: Soviet-Jewish Partisans Against the Nazis. Holocaust Library, 1989, ISBN 0-89604-068-2.
  - (belarussisch) Menskae heta. Barats'ba savetskikh habraiau-partyzanau suprats’ natsystau. (Das Minsker Ghetto. Sowjetisch-jüdische Partisanen gegen die Nazis). Tekhnalohiia, Minsk 2002.
  - (französisch) Le Ghetto de Minsk. Les partisans juifs contre les nazis., traduit de l'anglais par Johan-Frédérik Hel

Guedj, préface de Masha Cerovic, postface de Piotre Smolar, Payot, Histoire, 21 septembre 2022, 352 pages. ISBN 978-2228931113.
- Yidn on gele lates: Skitsn. („Juden ohne Gelben Stern. Skizzen“) Farlag Yidish-Bukh. Lodzsh 1948 [auch mit polnischem Titel:] (Żydzi bez żółtych łat. Szkice).
- Fun ineveynik. Zikhroynes vegn der Yevsektsye. („Von Innen: Erinnerungen an die Jewsekzija“) Y.L. Peretz Farlag, Tel Aviv 1978.
- A Posheter Zelner. („Der einfache Soldat“) 1952 – Theaterstück.
- Vu Bistu Khaver Sidorov? („Wo bist du, Kamerad Sidorow?“) 1975.
- Oyf der Letster Pozitsye mit der Letster Hofenung. (Auf der letzten Position mit der letzten Hoffnung, 1982)
- Sovetishe yidn hinter geto-tsoymen. (Sowjetische Juden hinter Ghetto-Zäunen, 1986)